# Parti Unité (Israël)
Pour les articles homonymes, voir Parti Unité.
LLe parti Unité (hébreu : מפלגת האיחוד, Mifleget HaIhud), officiellement le parti Unité pour l'Avancement et l'Education de la Société en Israël (hébreu : מפלגת האיחוד לקידום ולחינוך החברה בישראל, Mifleget HaIhud LeKidum VeLeHinukh HaHevra BeYisrael) et originellement connu sous le nom d'Égalité en Israël - Panthers (hébreu : שוויון בישראל - פנתרים, Shivion BeYisrael – Panterim), était un parti politique éphémère israélien.

## Histoire
Le parti a été fondé le 11 novembre 1980 par Saadia Marciano. Il avait été élu à la Knesset sur la liste du Camp de Gauche d'Israël, une alliance de groupes de gauche, comprenant le Meri, le Moked, la Faction socialiste indépendante et les Black Panthers d'Israël, mais avait rompu peu après avoir obtenu son siège en 1980 (le Camp de Gauche avait deux sièges occupés par rotation par cinq de ses membres). Le 30 décembre, la faction fut nommée Égalité en Israël - Panthers.
En mai 1981, il fut rejoint par Mordechai Elgrably, qui avait été élu à la Knesset sur la liste du Dash, et qui avait rejoint le Mouvement démocrate après l'éclatement du parti, avant de le quitter pour siéger comme représentant indépendant à la Knesset. De cette arrivée résulta un changement de nom en parti Unité.
Cependant, lors des élections législatives de 1981, le parti échoua à dépasser le seuil électoral de 1 % des suffrages et disparut par la suite.

## Représentants à la Knesset
| Knesset (Nombre d'élus) | Représentants                                             |
| ----------------------- | --------------------------------------------------------- |
| 9e (1977-1981) (1 +1)   | Saadia Marciano + Mordechai Elgrably (ancien indépendant) |